# Желченский залив
Же́лченский зали́в — залив на юго-востоке Чудского озера (бассейн р. Нарва бассейна Балтийского моря) на северо-западе России. Территориально относится к Самолвовской и Спицинской волостям Гдовского района Псковской области.
Назван по впадающей в залив реке Желча.
В заливе расположены ряд островов, в том числе наиболее крупные: Городец (самый крупный), Станок (к северо-западу от предыдущего, второй по величине), Озолец (к северо-западу от предыдущего, третий по величине), Горушка (на юго-западе залива), Вороний (к западу от Городца), Сиговицы (на крайнем юго-западе залива), Сомолавец (на юге залива, к северу от устья реки Самолва).
В Желченском заливе рядом с островом Вороний (известном также как Вороний камень), по преданию, произошло Ледовое побоище 1242 года.
На южном берегу залива расположены деревни Самолва и Кобылье Городище Самолвовской волости, на северном — деревня Подборовье Спицинской волости Гдовского района Псковской области.